# Podabrus shirakomanus
Podabrus shirakomanus es una especie de coleóptero de la familia Cantharidae.

## Distribución geográfica
Habita en Japón.